# Halisarca ascidiarum
Halisarca ascidiarum är en svampdjursart som beskrevs av Carter 1886. Halisarca ascidiarum ingår i släktet Halisarca och familjen Halisarcidae.
Artens utbredningsområde är havet kring Australien. Inga underarter finns listade i Catalogue of Life.